# Ер (департамент)
Ер (фр. Eure фр. вимова: [œʁ]; норм. Eure або Eûre) — департамент на півночі Франції, один з департаментів регіону Верхня Нормандія. Департамент названий за назвою річки Ер, яка протікає по його території до злиття з Сеною. Порядковий номер 27.
Адміністративний центр — Евре. Населення — 599 962 особи (42-е місце серед департаментів, дані 2018 р.).

## Географія
Площа території 6040 км². Через департамент протікають річка Сена і її притоки Ер, Епт, Андель і ін.
Департамент включає 3 округи, 43 кантони і 675 комун.
Головними містами департаменту є Евре, Вернон, Лув'є, Валь-де-Рей, Жизор, Берне. 

### Округи
- Берне
- Лез-Анделі
- Евре

## Історія
Ер — один з перших 83 департаментів, утворених під час Великої французької революції в березні 1790 р. Виник на території колишньої провінції Нормандія. Назва походить від річки Ер.
При утворенні департаменту статус його адміністративного центру отримало місто Евре. В 1793 році статус головного міста департаменту був переданий місту Берне, проте в кінці того ж року статус столиці повернувся назад до Евре.
У 1790 році, в час свого створення, департамент був розділений на 6 дистриктів (Евре, Лез-Анделі, Берне, Лувьє, Понт-Одеме і Верней), потім, починаючи з 1800 року, він містив 5 округів (Евре, Берні, Лез- Анделі, Лувьє, а також Понт-Одеме). У 1926 році два останніх округи скасували, передавши територію Понт-Одеме округу Берне, а землі округу Берне розділили між округами Лез-Анделі і Евре.
Після перемоги військ Сьомої коаліції в битві при Ватерлоо (18 червня 1815 року) департамент входив в зону окупації прусських військ і був зайнятий ними в період з червня 1815 року по листопад 1818 року.
Після державного перевороту 2 грудня 1851 року Ер був включений Наполеоном III в число департаментів, де було оголошено стан облоги, щоб не допустити масових заворушень. Було заарештовано близько сотні опозиціонерів. 

## Галерея
| Собор Ейре | Річка Коллон | Замок Гайлон |